# Gymnosiphon bekensis
Espèce
Classification APG III (2009)
Gymnosiphon bekensis est une espèce de plantes à fleurs de la famille des Burmanniaceae.

## Description
C’est une herbe saprophyte à fleurs blanches. Sa tige mesure de 10 à 15 cm de haut.

## Distribution et habitat
Elle pousse dans l’humus de terre humide près des cours d'eau ou dans les forêts marécageuses.